# Callibotys carapina
Callibotys carapina is een vlinder van de familie van de grasmotten (Crambidae). De wetenschappelijke naam van deze soort is voor het eerst voorgesteld als Crocidophora carapina door Embrik Strand in een publicatie uit 1918.
De soort komt voor in Japan.